# Itmad-Ud-Daulah

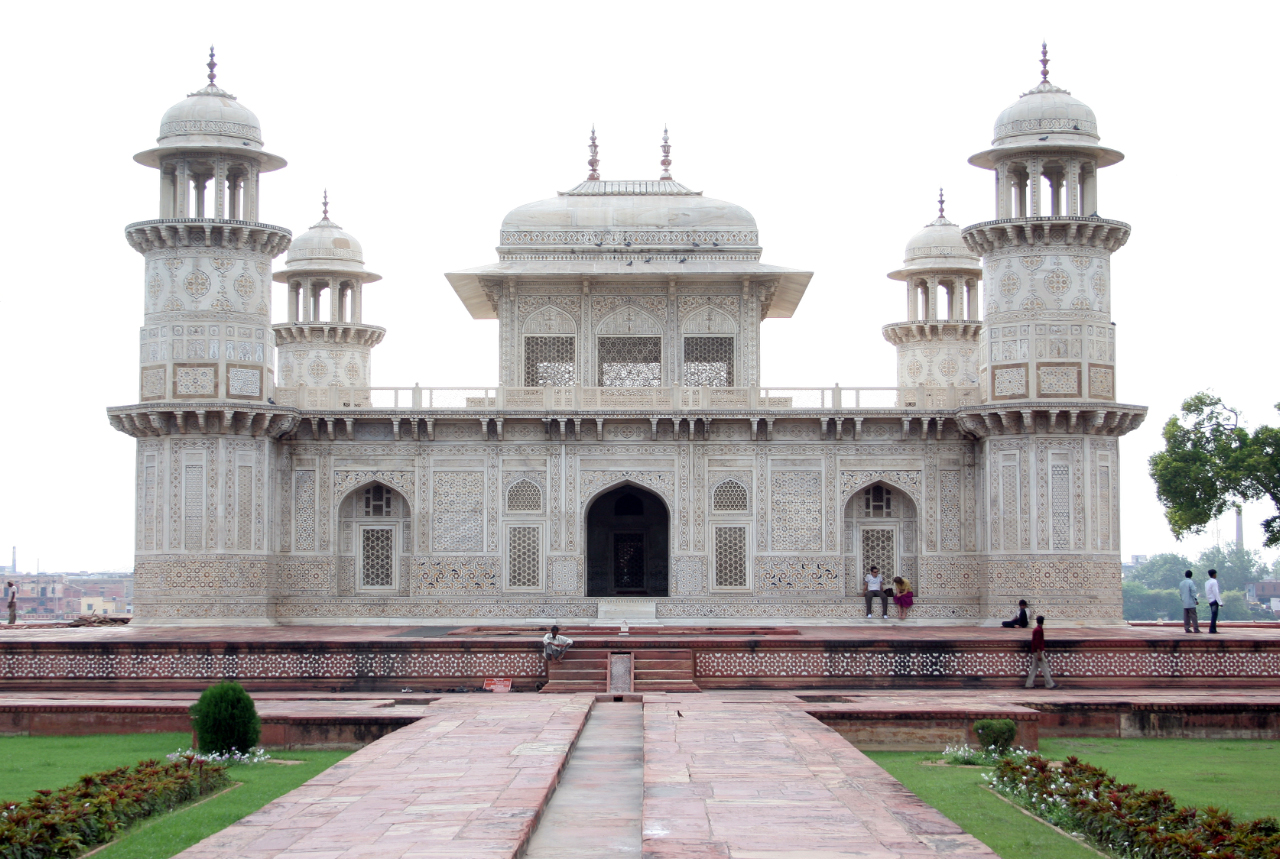
Itmad-Ud-Daulah

Itmad-Ud-Daulahs grav, även kallad Baby Taj, är ett mogulskt mausoleum i staden Agra i den indiska delstaten Uttar Pradesh. Gravmonumentet beskrivs ofta som ett smyckeskrin och ses som en förebild till Taj Mahal.
Utöver huvudbyggnaden består anläggningen av flera yttre byggnader och parker. Graven, som byggdes mellan 1622 och 1628, representerar övergången mellan den första fasen i monumental mogulsk arkitektur – kännetecknad av röda sandstensbyggnader med marmordekorationer, som i Humajuns grav i Delhi och Akbar den stores grav i Sikandra – och den andra fasen, baserad på vit marmor med pietra dure-dekorationer, mycket kännetecknande till exempel för Taj Mahal.
Mausoleet beställdes av Nur Jahan, fru till Djahangir, för hennes far Mirza Ghiyas Beg som hade fått titeln Itimâd-ud-Daulâh (statens pelare). Mirza Ghiyas Beg var farfar till Mumtaz Mahal (egentligt namn: Arjumand Bano, dotter till Asaf Khan), den favorithustru till stormogulen Shah Jahan till vilken Taj Mahal byggdes som gravmonument.

## Graven
Mausoleet ligger på vänstra stranden av floden Yamuna. Det ligger i en korsformad park avdelad av vattenflöden och gångvägar. Mausoleet står på en meterhög kvadratisk grund med cirka 50 meters sida. Själva byggnaden är cirka 23 × 23 meter. I varje hörn står ett åttakantigt torn, runt 13 meter högt.
Mausoleet är uppfört i vit marmor från Rajasthan smyckad med halvädelstenar: karneol, jaspis, lapis lazuli, onyx och topaz. Smyckningen bildar enklare mönster av cypresser och vinflaskor och mer avancerade bilder av till exempel delad frukt och vaser med blombuketter. Ljusinsläppet i huvudbyggnaden sker genom utskurna mönster i den vita marmorn.
Flera av Nur Jahans släktingar är begravda i mausoleet. De enda asymmetriska elementen i hela komplexet är att kenotaferna efter hennes föräldrar står sida vid sida, en formation som kopierats i Taj Mahal.
Utsmyckningar

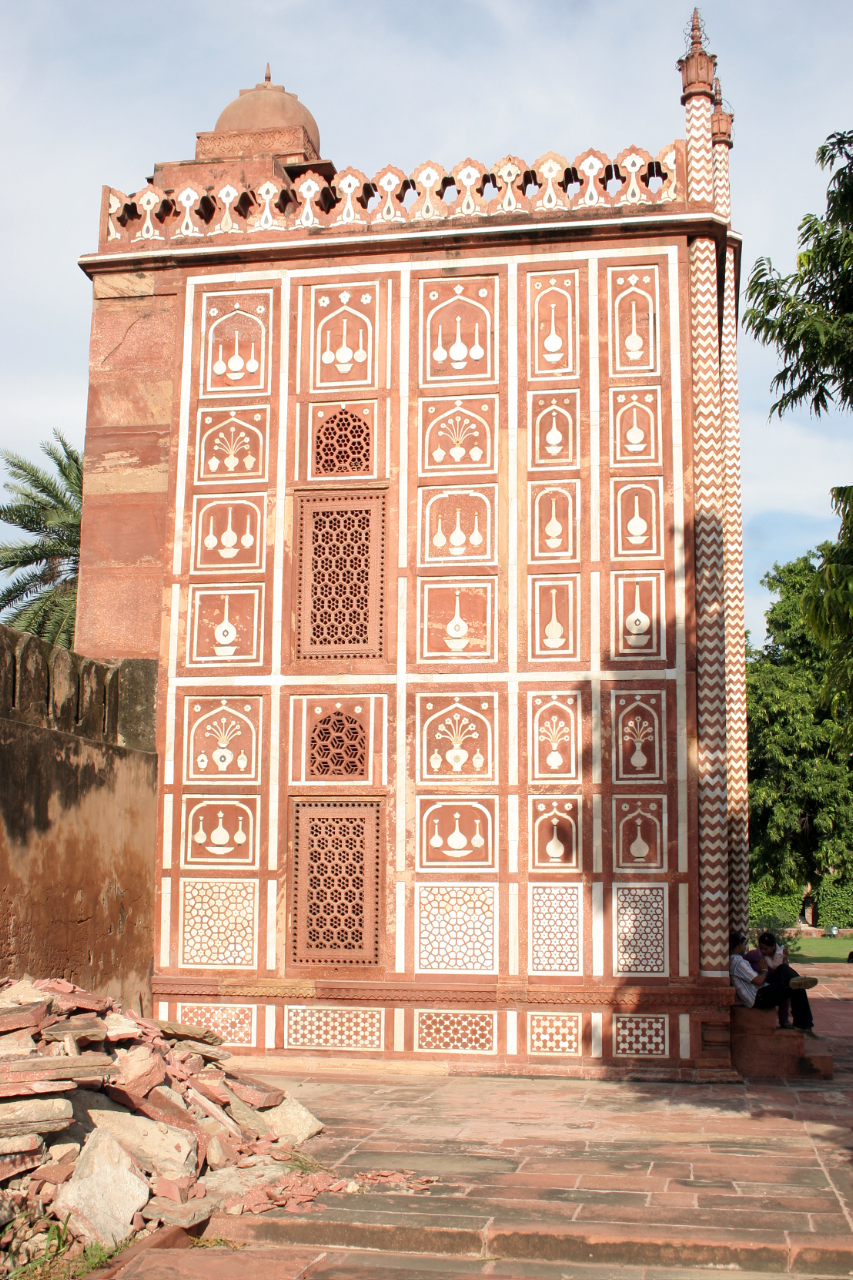
Port i marmordekorerad röd sandsten
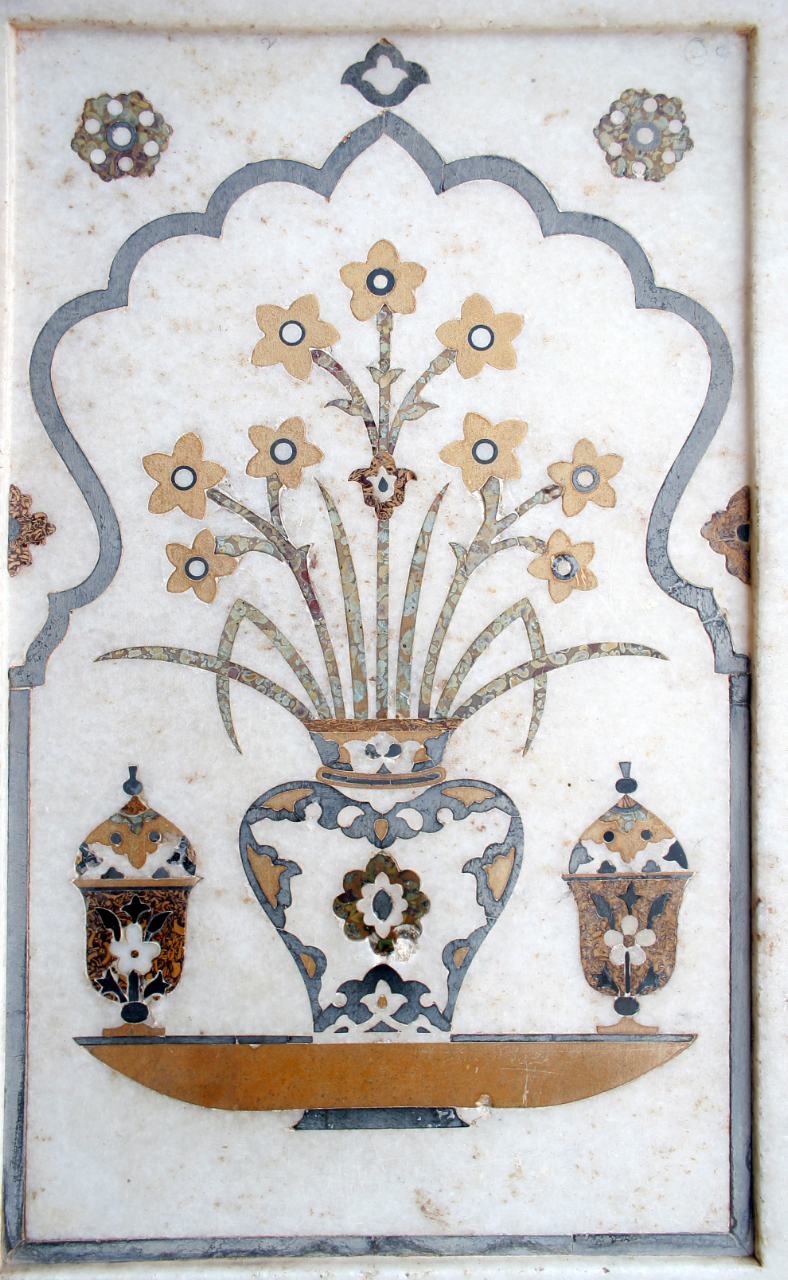
Blomvasillustration i Pietre dure-teknik
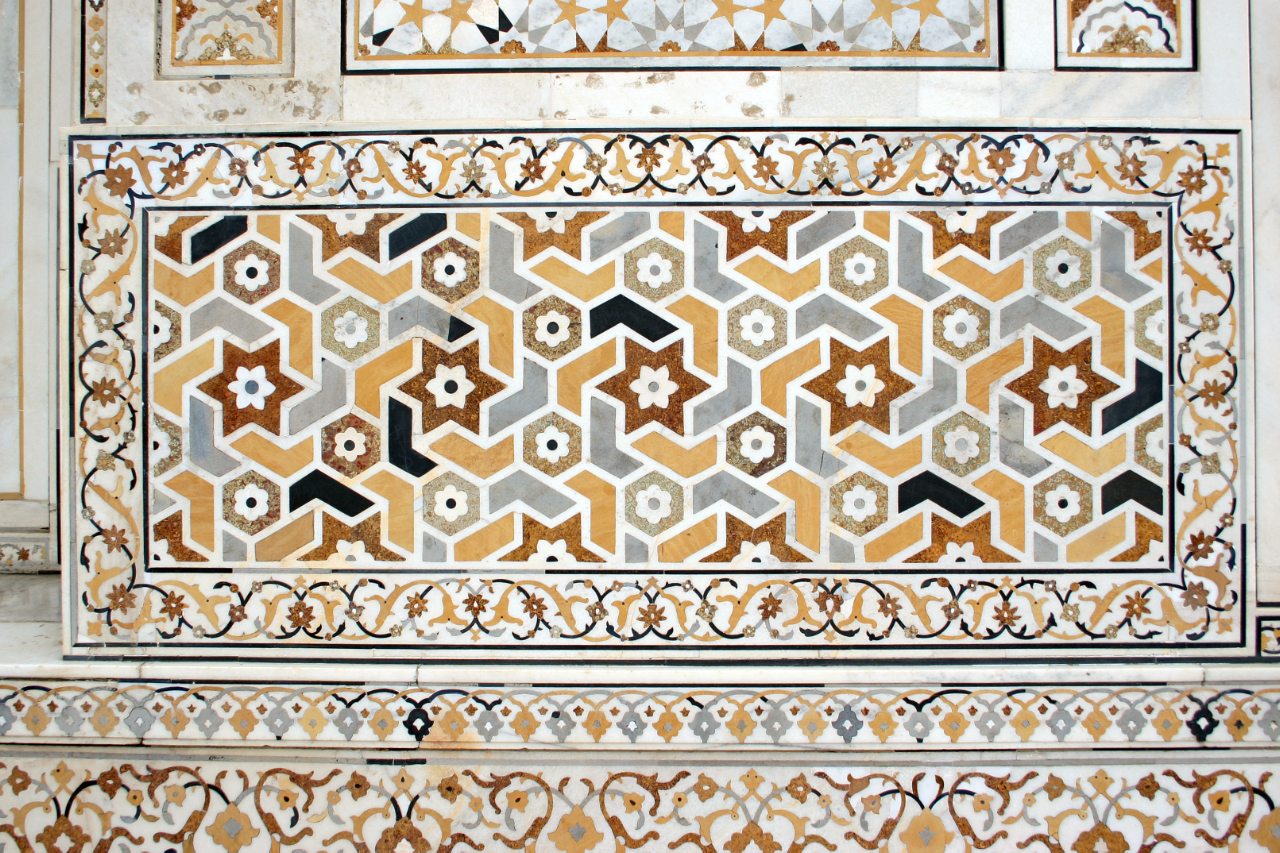
Abstrakta Pietre dure-mönster
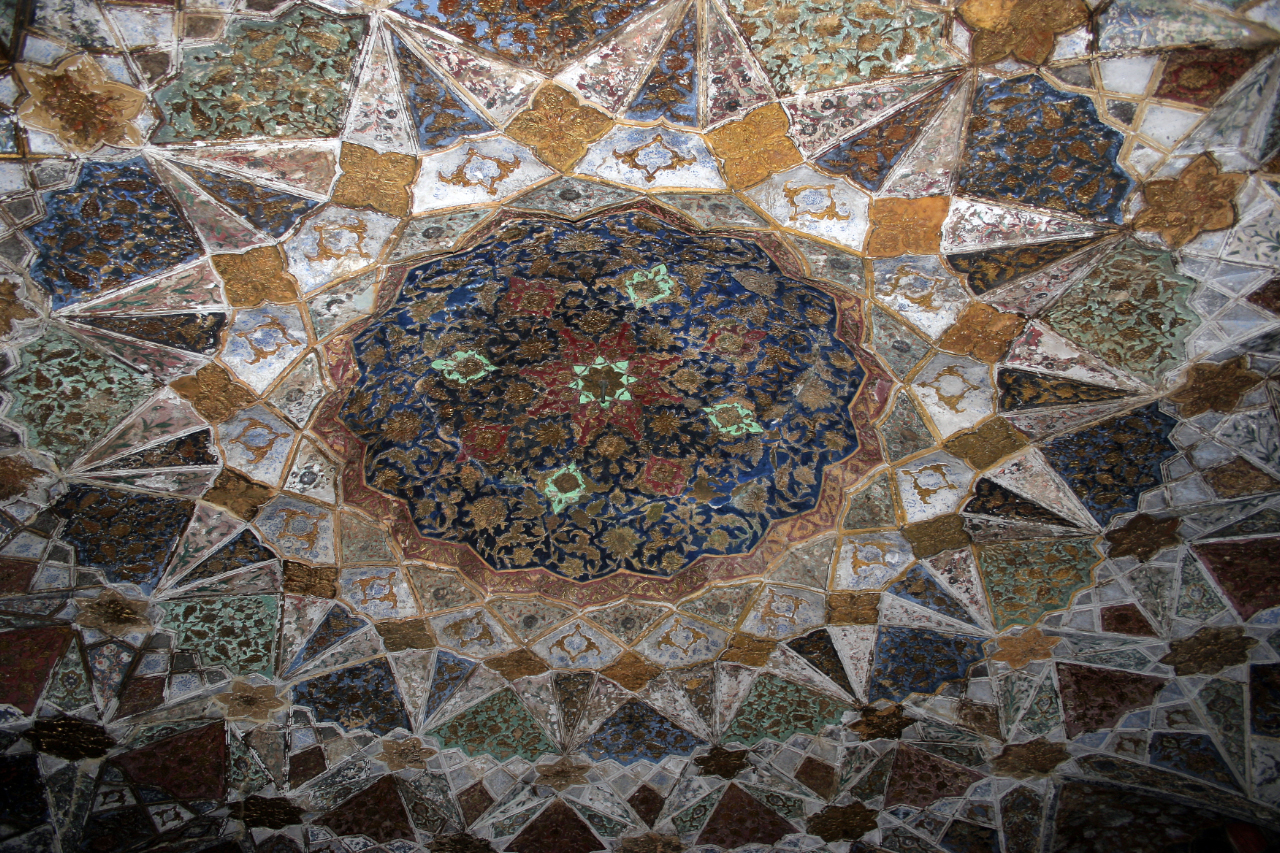
Takmålning inne i huvudbyggnaden